# アルノ・ブレーカー

アルノ・ブレーカー（ドイツ語: Arno Breker, 1900年7月19日 - 1991年2月13日）は、ナチス・ドイツ時代の公共作品によってもっとも良く知られるドイツの彫刻家、建築家。

## 人物
退廃芸術のアンチテーゼとして当局によって支持され、1936年からアドルフ・ヒトラーの庇護下に置かれ、ナチス・ドイツにおいてもっとも著名な芸術家のひとりとされた。総統の片腕として、彼は世界首都ゲルマニア計画における彫刻部門を受け持った。彼の独特な創作様式はナチス体制の美学を反映したものだった。1944年、ブレーカーの名前は公式に天賦の才能を持つ芸術家リストに加えられ、国家的彫刻家として徴兵を免れた。
ナチス・ドイツにとって彼本人とその作品が重要な意味を有していたにもかかわらず、彼がナチスの同伴者に分類されたのは戦後の1948年の事だった。彼の生涯は、反省の意を表さなかった余生によって、いまだに大きな物議を醸している。彼のもっともよく知られた彫像のひとつにナチス党の精神を題材とし、アルベルト・シュペーアによる新たな総統官邸の車寄せの両側面に飾られた『党』(Die partai)がある。
1945年にナチス・ドイツが崩壊した後も、ブレーカーは新たな西ドイツで旺盛な創作活動を続けた。芸術家は、ナチス時代以前も以後も肖像彫刻の分野において名声を博した。それらによって彼は国際的な著名人となり、アリスティド・マイヨール、エルンスト・フックスそしてサルバドール・ダリらの芸術家の同僚たちから、彼は国際的な認知を受けた。

## 生涯と創作

### 生い立ちと修業時代
1900年、アルノ・ブレーカーは、石工の親方にして墓石の工芸家であるアルノルト・ブレーカーとその妻ルイーゼの長男としてエルバーフェルトで生まれた。同じく彫刻家になったハンス・ブレーカーは彼の弟である。アルノ・ブレーカーはオーベルレアルシューレで学ぶ一方、幼少時から親が経営する店において石工としての修業を積み、工芸と美術学校エルバーフェルトではオーギュスト・ロダンやミケランジェロの作品について学んだ。彼はミュンヘンの芸術家で教授のアドルフ・フォン・ヒルデブラントとの共同創作計画が経済的理由から挫折した後の、1920年にデュッセルドルフ美術アカデミーに入学した。そこで彼は革命的な芸術家集団である若きラインラントの人々と出会ったが、しばらく後に彼らとは距離を置く事になる。1923年、彼は若きラインライトから分派したライングルッペに加わった。彼はエルンスト・ゴットシャルクとの長年にわたる関係を築き、フランスの彫刻家で彼に強烈な印象をもたらしたロダンを自らの模範として仰いだ。彼はヴィルヘルム・クライスに建築、そして彫刻はアドルフ・フォン・ヒルデブラントの教え子であるフーベルト・ネッツアーに学んだ。
彼は、1922年から翌年にかけて地元のエルバーフェルトの名誉墓地計画のコンクールにピエタ像を出品した事をはじめ、複数の建築や記念碑のコンペに出展して成功をおさめた。ラインライトおよびヴェストファーレン芸術協会は彼にデザイン年鑑の編集を依頼した。1924年、彼は学業を終える直前の時期に、当時の近代彫刻の中枢だったパリをはじめて訪問した。そこで彼はジャン・コクトー、映画監督のジャン・ルノワール、美術商のダニエル＝ヘンリー・カーンワイラー、アルフレッド・フレヒトハイムやパブロ・ピカソと知り合った。フレヒトハイムがブレーカーと契約を結んだ事によって、彼はパリの芸術シーンにおける著名人になった。
1925年、ブレーカーはデュッセルドルフにおける彼の学業を終えた。ヴィルヘルム・クライスの委嘱により、GeSoLei展覧会のために制作され、エーレンホーフに置かれたアウローラ像は、彼の確かな才能を示す物になった。アルノ・ブレーカーはデュッセルドルフ行政管区の区長から賞を授与された。

### 1926年–1934年
1927年、ブレーカーは現在、ライン川下流域に位置するラインベルクの一地区になっているブドベルクの町から戦争記念碑の発注を受けた。1928年、彼のアトリエで制作され、クレーヴェ近郊に完成した記念碑は第一次世界大戦後の1918年から1926年まで続いたラインラントの占領中に起こったベルギー軍による攻撃を記念した物で、おそらくはヴィルヘルム・クライスが、アウローラ像と同様、制作依頼に介在した物である。それに続き、画家オットー・ディクスや、政府の求めにより1925年2月に没したヴァイマル共和政の初代大統領であるフリードリヒ・エーベルトの胸像を制作した。彼の2度目のパリ訪問の際には、アレクサンダー・カルダーと知り合った。
ブレーカーはパリに住む事を決めた。彼は、北アフリカを旅する一方で、アリスティド・マイヨール、シャルル・デスピオ、モーリス・ド・ヴラマンク、ロベール・ドローネー、アントワーヌ・ブールデル、コンスタンティン・ブランクーシ、ジュール・パスキン、ジャン・フォートリエ、イサム・ノグチそしてマン・レイなどの芸術家と関係を結んだ。旅行した地で出会ったデメトラ・メッサーラ（愛称ミミーナ）は彼の配偶者になった。ギリシャの外交官の娘であるデメトラは、パブロ・ピカソやアリスティド・マイヨールの作品のモデルになった事もある。1933年、ブレーカーは彼女の彫像を制作した。そして複数のスケッチやドローイング、エッチング、リトグラフを集めた『チュニジアの旅』を出版した。1927年、同じパリに住んでいたアルフ・ベイエルと共同して展覧会を開いた。これにより長きにわたる友情が打ち立てられた結果、旺盛な書簡のやりとりがおこなわれた。
この頃に創作されたブレーカーの彫刻作品は、アリスティド・マイヨール、シャルル・デスピオ、そしてオーギュスト・ロダンに強く影響された作風だった。彼のヌード、トルソー、胸像作品においてブレーカーは、模範とした作家たちの異なる創作様式や表面処理の融合を試みた。また、彼は、後の国民社会主義時代の作風の特徴となる、彼の像の表面にでこぼこが出ない鋳造の方法を発見した。
それでも、ドイツとの関係が途切れた訳ではなかった。彼はデュッセルドルフのマタイ教会や、レムシャイトのヴィルヘルム・レントゲン記念碑のために巨大な彫刻の制作依頼を受けた。彼の作品はドイツ国内における展覧会やデュッセルドルフ市が主催し、1983年からはクルテアター・ノルダーナイに飾られているハインリヒ・ハイネの記念碑のためのものを含むコンペに出展を続けた。ブレーカーは1928年にデュッセルドルフ美術アカデミーのアトリエをエルンスト・ゴットシャルクに貸したが、以前、彼がヤンケル・アドラーに貸していた物件で、アドラーがデュッセルドルフ市に支払っていた賃料をめぐる紛争が生じた。
1932年、彼はプロイセン芸術アカデミーからローマ賞を授与された。奨学金を伴うこの賞の受賞により、ブレーカーは1932年10月から1933年5月までの7か月間、ローマのヴィラ・マッシモに滞在して学んだ。彼の工房の隣には、彼の知人のユダヤ人画家フェリックス・ヌスバウムがアトリエを置いていた。ローマに滞在してる間、ブレーカーはミケランジェロのピエタ像のはじめの姿の復元にあたり、フランスのソンム県フリクールに建設が予定されていた軍の墓地にかんするコンペに出展した。ブレーカーは、ローマに滞在していた頃を、「私を待ち受けていた大規模な記念碑的作品への助走期間だった」と回想した。
続いて1933年には、フィレンツェとナポリを訪れ、学んだ。ここで彼が夢中になった古典古代やルネサンス期の彫刻、特にミケランジェロから受けた刺激は、古典期として知られる国民社会主義時代中期のブレーカーの作風に大きな影響をおよぼした。

### 1934年-1945年
1934年、ブレーカーはフランスを離れてドイツに帰国した。ブレーカー自身の回想によれば、パリを去ってベルリンに定住する事をヴィルヘルム・ハウゼンシュタイン、グレーテ・リング、そしてマックス・リーバーマンから促されたという。リーバーマンは、ブレーカーのために1921年に没したアウグスト・ガウルのアトリエを彼の新たなホームグラウンドとして使えるよう手配した。リーバーマンの胸像および、1935年に彼が没した際には、ブレーカーが彼のデスマスクの制作に当たった。
はじめ、ブレーカーは国民社会主義者らから、フランスに強く影響された退廃主義者であると見なされており、帰国から間もない時期には実業家や軍、芸術家の同僚たちが主な胸像制作の依頼元だった。彼は1935年に、はじめて公共の造形物の制作依頼を受けた。ベルリンの財務省庁舎に飾られた国章や、ベルリン＝シェーネベルクのノルドシュテルン保険生命ビルの石のレリーフ、ベルリン＝アードラースホーフのドイツ航空研究所の正面装飾、ドレスデンのルフトクリークシューレ・クロチェ本館のための造形芸術、『飛行者』(Der Flieger)を制作した。しかし、彼が第三帝国における代表的な彫刻家に至る出世の階梯を上がり始めたのは1936年の事だった。1937年9月10日、彼は国民社会主義ドイツ労働者党(NASDAP)に入党を申請、同年の5月1日にさかのぼる形で入党が認められた。党員番号は5,379,989だった。
1936年から1938年の間、ブレーカーはブラウンシュヴァイク大聖堂にあるハインリヒ3世の地下聖堂改修の一環として、ライオンの頭部をかたどったレリーフの制作にあたった。
ブレーカーは、ライヒスシュポルトフェルトに建設されるディートリヒ・エッカート屋外舞台の門柱のデザインを募るコンペに応募し、彼のデザインが採用された。その後、ブレーカーはハウス・デス・ドイチェン・シュポルツのためにふたつの記念像を制作して、ヒトラーから関心を寄せられた。1936年ベルリンオリンピックの芸術競技の造形種目彫塑部門で、ブレーカーは国際オリンピック委員会から銀メダルを授与された。
ナチス政権は1936年ベルリンオリンピックの各施設の様式として新古典主義を採用した。ブレーカーが古代ギリシアの彫刻を参考にした理由はこうした方向性に沿ったものだった。国民社会主義者たちは
彼らの人種ドクトリンである「健全なアーリア人種」の審美的な憧憬を、彼の人物彫像が表現していると考えた。
ブレーカーの創作はドイツにおける新たな表現の指標の「形象であり世界観を表現した」と見なされるようになった。後にブレーカー自身は、1936年が自らの転換点だったと回想した。その後、彼はナチスのプロパガンダによって、「現代における最重要のドイツの彫刻家」、また、国民社会主義革命の先駆者とさえ称えられた。彼の記念像は社会の衰微や退廃芸術に対する新たなライヒの抵抗を、理想的に表現していると見なされた事がその理由である。
ブレーカーの芸術政策委員会における影響力は増大していった。例えば、1937年7月（その後は1944年まで毎年にわたって開催された）、ミュンヘンのハウス・デア・ドイチェン・クンストではじめて開催された大ドイツ芸術展において彫刻部門の審査を担当した。ブレーカーは帝国造形芸術院総裁のアドルフ・ツィーグラーと共同して彫刻作品の選考にあたった。国家の意向により退廃芸術の作風で創作しない芸術家のみが出展を許された。この時はブレーカーも4点の彼自身の作品を出展した。戦争が終わるまでの間、ブレーカーはこの国民社会主義芸術においてもっとも重要視された展覧会に合計で42点の作品を出展した。このようにブレーカーは自分の作風を体制の芸術的理想に迎合させたばかりか、審査員という立場を通じて、体制の理想に沿った創作をする芸術家らを支援した。
ベルリンの国民啓蒙・宣伝省のために制作された巨大な彫刻『プロメテウス』、ドレスデンのルフトクリークシューレ・クロチェのための『イカロス』、デッサウの国防軍施設のための『馬と調教師』、ハノーファーのマッシュ湖に作られたライオン像などの公的な制作依頼が続いた。
同じ年にブレーカーは、視覚芸術のホッホシューレ・ベルリンの彫刻科の教授に任じられた。彼はギリシャ人のデメトラ・メッサーラと結婚。1937年の終わりには1939年1月9日に落成する事になる総統官邸新館のために『党』および『国防軍』と題されるふたつの彫刻の制作が依頼された。ヒトラーはその彫刻を「ドイツで制作された彫刻の中でもっとも優れた物のひとつ」と評した。同じ時に、彼はこの建物の円形の広間のために5つの人物像や2つの大理石製レリーフの制作にあたった。諸々の制作依頼は、彫刻家と1937年1月30日から帝国首都建設総監として「大ゲルマニア帝国の首都たるベルリンの再開発」の立案や実行を委ねられたアルベルト・シュペーアとの個人的な協力関係のはじまりとなった。新たに建てられる建造物を飾る彫刻の制作という課題がブレーカーに委ねられた。この任にブレーカーを推薦したのはデュッセルドルフ美術アカデミーでブレーカーに建築を教え、生涯にわたって親交を結んだヴィルヘルム・クライスによる物であろう。ブレーカーは円形広場の噴水や長さ240メートルにわたる新南北縦貫メインストリート、大凱旋門、総統官邸を飾るレリーフの制作にあたった。
1938年の春には、ワルシャワおよびクラクフで、ブレーカー、ゲオルク・コルベ、リヒャルト・シャイベの3人が共同して、「現代ドイツの彫刻家展」が開催され大成功した。1940年、ブレーカーは、ヴェネツィア・ビエンナーレでグランプリを獲得した。1941年、ブレーカーは帝国造形芸術院の副総裁に就いた。